# Tatort: Friss oder stirb
Friss oder stirb ist ein Fernsehfilm aus der Krimireihe Tatort. Es ist der 15. Fall für den Luzerner Kommissar Flückiger als Hauptermittler und der 14. gemeinsam mit Ritschard. Er wurde am 30. Dezember 2018 im SRF 1 und im Ersten erstausgestrahlt.

## Handlung
Die schwangere Wirtschaftsprofessorin Meili von der Universität Luzern wird mit mehreren Stichen in ihrer Wohnung ermordet. Die Ermittlungen führen die Kommissare Flückiger und Ritschard zu dem Schweizer Unternehmer Anton Seematter, dem CEO der Firma Swisscoal, da sein Firmenwagen am Tatort gesehen und in einen Unfall verwickelt war. Als sie Seematter in dessen Privatanwesen befragen wollen, geraten sie in eine gerade laufende Geiselnahme. Geiselnehmer ist der Deutsche Mike Liebknecht, dem kürzlich von seinem Arbeitgeber in Bremerhaven gekündigt wurde. Die Firma gehört nach einer kurz zuvor erfolgten Übernahme Seematter, die Kündigung steht im Zusammenhang mit Einsparmaßnahmen, in deren Rahmen Arbeitsplätze nach Asien verlagert werden. Liebknecht, der Ende 40 und geschiedener Vater eines Kindes ist, fordert von Seematter als Entschädigung die Herausgabe seines Lohns, den er ungekündigt bis zum Renteneintritt in knapp 20 Jahren verdienen würde. Er nimmt Flückiger und Ritschard, wie schon zuvor Seematters Ehefrau Sofia und die drogensüchtige Tochter Leonie, in der Villa als Geiseln, als sie den Firmenwagen kontrollieren und das Anwesen betreten.
Als die Kommissare dem bewaffneten Liebknecht den Grund für ihre Anwesenheit nicht mitteilen wollen, schießt Liebknecht Flückiger ins Bein. Danach erfährt Liebknecht von den Geiseln, dass Frau Meili Dozentin von Leonie war. Anton Seematter hatte eine 6-stellige Summe in Schweizer Franken an die Fakultät gespendet, die Meili aber zurücküberwies. Unter den Geiseln ergibt sich daher der Verdacht, dass Anton Seematter eine Affäre mit Frau Meili hatte und ihr Schweigegeld gezahlt hat; tatsächlich wollte er durch die Spende aber die Notengebung bei seiner Tochter positiv beeinflussen. Währenddessen meldet sich der Liebhaber der Wirtschaftsprofessorin auf der Polizeistation, er hatte auch ihre Leiche aufgefunden. Über die vermeintliche Affäre ihres Mannes erbost und verbittert, verspricht Sofia Seematter scheinbar dem Geiselnehmer bereitwillig, ihm bei der Erpressung ihres Mannes zu helfen. Nachdem Liebknecht die Frau deshalb befreit hat, lockt sie ihn im Haus in eine Falle. Zunächst kann sie den Polizisten und ihre Tochter befreien, wird dann aber von Liebknecht niedergeschlagen, der wieder die Kontrolle übernimmt. Ritschard kann aus dem Anwesen fliehen und polizeiliche Verstärkung herbeirufen, während Flückiger und Leonie in den kleinen Raum gesperrt werden, in dem sich die Steuerung der Alarmanlage für die Villa befindet. Indes versucht Anton Seematter, der sich befreien konnte, in einem anderen Raum erfolglos, Liebknecht mit einem Sturmgewehr SIG 550 zu erschießen. Sie kämpfen bis zur Erschöpfung gegeneinander, beginnen sich dabei zu duzen und trinken darauf zusammen Bier.
Als eine Spezialeinheit der Polizei die Geiselnahme in der Villa beenden soll, erschießt die eben erwachte Sofia – unbemerkt von der Polizei – ihren Mann und verletzt Liebknecht schwer am Bauch. Liebknecht flieht zunächst zu Flückiger und Leonie in den Kontrollraum und dann mit ihnen als Geiseln mit dem Firmenwagen vom Tatort. Unterwegs lässt er Leonie frei, die kurz darauf von Ritschard aufgegriffen wird. Leonie hatte unter Drogeneinfluss die ihr verhasste Dozentin Meili getötet, weil sie sich im Studium von ihr zu schlecht bewertet fühlte. Ehe Liebknecht im Auto seiner Verletzung erliegt, ermöglicht Flückiger ihm ein Abschiedstelefonat mit seinem Sohn. Schließlich teilt Ritschard Sofia Seematter in der Schlussszene des Films indirekt mit, dass sie sie verdächtigt, die Morde an ihrem Mann und Liebknecht begangen zu haben.

## Entstehung und Hintergrund
Der Film wurde vom 13. November 2017 bis zum 15. Dezember 2017 in Luzern und Umgebung gedreht.
Für den Schweizer Regisseur Andreas Senn ist Friss oder stirb der erste Film für das Schweizer Fernsehen.
Der Film beinhaltet eine Szene mit Selbstbezug. Als Anton Seematter von Flückiger nach seinem Alibi gefragt wird, antwortet er: „Gestern? Gestern war Sonntag. Da schaue ich eigentlich immer ‚Tatort‘.“

## Rezeption

### Kritiken
Bei Zeit online gab sich Matthias Dell angetan von dem Film und nannte ihn „über große Strecken ein anregendes Spiel mit den Versatzstücken des Genrefilms“, die „anfangs unübersichtlichen Fäden der Handlung“ liefen bald „zu einem durchaus auch komischen Kammerspiel zusammen“. Der Teil des Films, in dem die Kommissare am Ort der Geiselnahme eintreffen, sei „zweifellos der spannendste des Films“, da der Regisseur „die Versuchsanordnung aus dem Buch mit Witz und Sinn für Rhythmus“ durchspiele.
In der NZZ empfand Daniele Muscionico es als ein schwerwiegendes Defizit, dass der Film den Darstellern der beiden Kommissare bei weitem nicht genügend erlaube, ihr schauspielerisches Talent auszuspielen, zudem fehle dem Ende, das „überraschungsfrei wie realistisch“ sei, die „letzte Pointe“.
Mit einer Bewertung von 3 von 10 möglichen Punkten ablehnend gab sich Christian Buß bei Spiegel online: Der Film sei „kapitalismuskritisches Tohuwabohu“ und wirke „überreizt und überzeichnet“. Mit 4 von 5 möglichen Punkten fiel hingegen das Urteil des Film-Dienstes aus: Der Filme gerate „mit Hilfe grandioser Gastdarsteller zum packenden Schlagabtausch“, wobei „Kritik am rücksichtslosen Gebaren der Superreichen“ deutlich und „ohne aufdringlichen Gestus vermittelt“ werde.

„Friss oder stirb ist ein starkes Kammerspiel, […]. Folge 15 aus Luzern […] bewältigt den Spagat zwischen Zynismus und Menschlichkeit. Dieser Krimi bietet einiges: vom ausgiebigen Zweikampf über eine Verbrüderung bis hin zur gezeigten Poesie fallenden Schnees ist sehr viel dabei.“

### Einschaltquote
Die Erstausstrahlung von Friss oder stirb am 30. Dezember 2018 wurde in Deutschland von 6,49 Millionen Zuschauern gesehen und erreichte einen Marktanteil von 19,3 %.